# Movimiento de Pacto Nacional
El  Movimiento del Pacto Nacional en árabe |حركة العهد الوطني (Haraka al-'ahd al-waTani) es un partido político nacionalista en Siria. Es parte del Frente Nacional Progresista de partidos legalmente autorizados que apoyan la orientación nacionalista y socialista árabe del Partido Baaz Árabe y Socialista.

## Elecciones parlamentarias
| Consejo Popular de Siria |         |             |
| Año                      | Escaños | ±           |
| 2007                     | 3/250   | 3           |
| 2012                     | 3/250   | Sin cambios |
| 2016                     | 0/250   | 3           |

- Datos: Q6979333